# Battement arrondi
O battement arrondi (do francês: “bater arredondado”, "rounded beating") é um passo de dança no balé quando os dedos do pé ativo de um dançarino se movem em um semicírculo em cerca de 45 graus no ar; podendo ser executado de duas formas: começando o semicírculo da frente para trás (en dehors), ou de trás para frente (en dedans).
Battement é um termo do balé que significa “bater”, é um movimento lateral alternado da perna de trabalho (sem apoio). Quando uma dançarino está fazendo o battement, eles estão essencialmente fechando as pernas juntas e depois abrindo novamente ou vice-versa , de uma posição fechada para uma aberta, de volta para uma fechada, executado de forma rápida e sucessivas vezes, semelhante a uma perna vibrando.
Arrondi (pronúncia francesa: [aʁɔ̃di]; significando 'arredondado') é uma posição de forma arredondado, em contraste com allongé ('esticado').